# 沃尔夫冈·泽金
沃尔夫冈·泽金（德語：Wolfgang Seguin，1945年9月14日—），德国男子足球运动员，司职中场。他曾代表东德国奥队参加1972年夏季奥林匹克运动会足球比赛，获得一枚铜牌。